# 馬提尼克島火山列表
本列表列出馬提尼克島的活火山與死火山。

## 火山
| 名稱     | 海拔  | 海拔  | 位置                              | 最近爆發 |
| 名稱     | 公尺  | 英尺  | 經緯度                            | 最近爆發 |
| 培雷火山 | 1,397 | 4,582 | 14°49′N 61°10′W / 14.82°N 61.17°W | 1932     |